# Torsebo

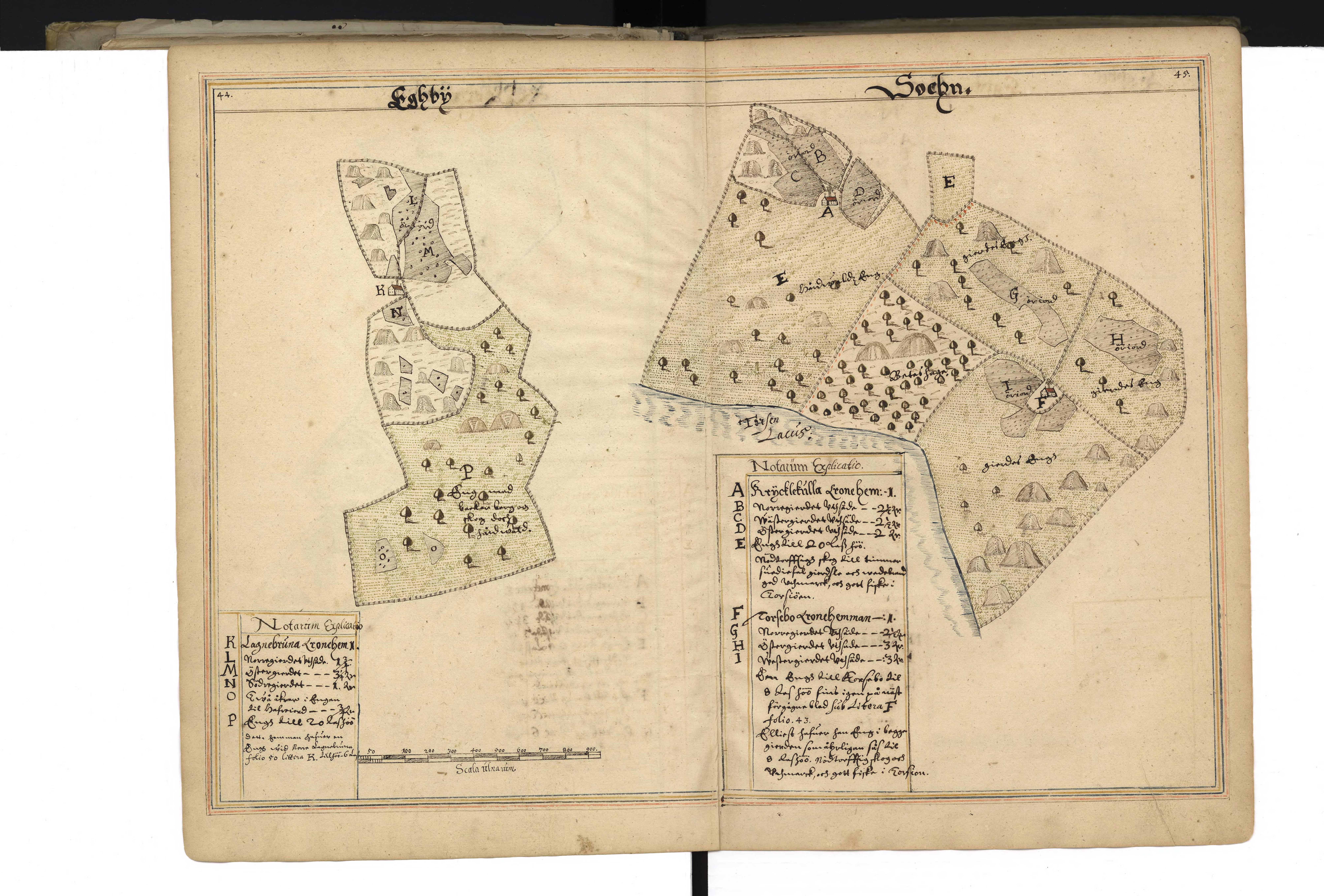
Karta över Torsebo, år 1638.

Torsebo är en gård från åtminstone 1600-talet i Ekeby socken, Boxholms kommun. Gården är belägen vid Torrsjön.

## Historik
Torsebo är en gård från åtminstone 1638 i Ekeby socken, Boxholms kommun som bestod av 1 kronohemman. Gården ägdes mellan 1909–1932 av Boxholms AB. Därefter ägdes gården av Elsa Maria Möller och såldes 1938 till Sven Olof Sjöstrand. År 1944 köptes den av fabrikör Justus Carlsson i Motala.

## Byggnader
Den nuvarande huvudbyggnaden uppfördes 1890 genom en restaurering. En ekonomibyggnad byggdes 1918 med magasin.

### Backstugor och torp
På gården har det även funnits ett flertal torp och backstugor vid namn Torsebokärr, Johannesberg, Svennstorp, Nybygget (Nöden) och Assarviken. Torpmärkningar utfördes på Nybygget 1986 och Svenstorp 1988.